# Supă de rață
Supă de rață (1933) (Duck Soup) este un film american de comedie regizat de Leo McCarey.
Filmul este considerat ca fiind cel mai „nebun” dintre filmele nebune ale fraților Marx. Satira acestui film avea o țintă exactă: denunțarea stupidității războiului și a dictaturii. Groucho Marx interpretează rolul unui general-dictator. Povestea filmului abia este deslușită în cascada de gaguri paroxistice. Se poate „vorbi” de o „pantomimă a povestirii” deoarece mijloacele satirice ale fraților Marx țin aproape exclusiv de comicul mecanic. Cel mai utilizat în film este umorul absurd: Groucho Marx trage storul de la fereastră pentru a împiedica un obuz să intre în camera în care se află, Harpo Marx scoate din buzunar o lampă de sudură deja aprinsă. Ideea fixă apare și ea în film: Harpo, cel care joacă rolul nebunului clinic taie cu foarfeca tot ce prinde.

## Complot
Văduva bogată Gloria Teasdale este rugată să doneze douăzeci de milioane de dolari micii națiuni Freedonia, aflată în dificultate financiară; ea este de acord cu condiția ca Rufus T. Firefly să fie numit liderul țării. Între timp, ambasadorul Trentino din Sylvania vecină complotează să provoace o revoluție în Freedonia pentru a o anexa. El trimite doi spioni, Chicolini și Pinky, la Freedonia pentru a afla informații despre Firefly. Spre dezamăgirea sa, Chicolini și Pinky ajung să spioneze omul greșit, dar el este de acord să le mai dea o șansă.
Pentru a aduna informații despre Firefly, Chicolini și Pinky se dau drept vânzători de alune și își așază rulota cu mâncare în fața biroului lui Firefly. Firefly îl angajează pe Chicolini ca secretar de război al lui Freedonia. La scurt timp, secretarul lui Firefly, Bob Roland, îl avertizează pe Firefly despre această intrigă. Roland îl sfătuiește pe Firefly să-l insulte pe Trentino, sperând că acesta îl va plesni pe Firefly ca răspuns; acest lucru i-ar oferi lui Firefly o scuză să-l interzică pe Trentino din țară. Firefly este de acord cu planul, dar după o serie de insulte personale schimbate cu Trentino, planul eșuează când Firefly îl plesnește pe Trentino în schimb. Incidentul aduce cele două țări în pragul războiului. Între timp, Firefly și Trentino încearcă amândoi să o curteze pe doamna Teasdale în speranța de a pune mâna pe averea regretatului ei soț.
Trentino află de la spiona sylvaniană Vera Marcal că planurile de război ale Freedoniei sunt în posesia doamnei Teasdale și îi spune Verei să-i ajute pe Chicolini și Pinky să fure planurile. Chicolini este în cele din urmă prins de Firefly și pus în fața instanței, timp în care Firefly îl pălmuiește din nou pe Trentino. Acest lucru îl face pe Trentino să declare război Freedoniei; copleșiți de entuziasm, toți cei prezenți la proces încep apoi să cânte și să danseze. Chicolini și Pinky li se alătură lui Firefly și lui Roland în bătălia anarhică care urmează.
Ceva timp mai târziu, Freedonia pierde războiul, iar moralul armatei se prăbușește în mijlocul unei serii de accidente violente. Firefly, Chicolini, Pinky, Roland și Teasdale se refugiază în ascunzătoarea lui Teasdale, care este curând invadată de trupele sylvaniene însoțite de Trentino. Când freedonienii îl recunosc, îl imobilizează într-un stâlp al zeiței improvizat și aruncă cu fructe în el. Trentino se predă, dar Firefly îi spune că va rămâne în stâlpul zeiței „până se termină fructele”. Când doamna Teasdale începe victorioasă să cânte imnul național freedonian, cei patru bărbați încep să arunce cu fructe în ea.

## Distribuție
- Groucho Marx este Rufus T. Firefly
- Harpo Marx este Pinky
- Chico Marx este Chicolini
- Zeppo Marx este Lt. Bob Roland
- Margaret Dumont este Mrs. Gloria Teasdale
- Louis Calhern este Ambassador Trentino of Sylvania
- Raquel Torres este Vera Marcal
- Edgar Kennedy este a lemonade vendor
- Edmund Breese este Zander
- Edwin Maxwell este Former Secretary of War
- William Worthington este First Minister of Finance
- Davison Clark este Second Minister of Finance
- Charles Middleton este Prosecutor
- Leonid Kinskey este Sylvanian Agitator
- George MacQuarrie este First Judge
- Fred Sullivan este Second Judge
- Eric Mayne este Third Judge

## Media
Universal Home Video a lansat Duck Soup pe DVD, nerestaurat, dar necenzurat, ca parte a unui set de două discuri The Marx Brothers: Silver Screen Collection, care include și alte filme Paramount ale fraților, The Cocoanuts, Animal Crackers, Monkey Business și Horse Feathers. Recenzând setul, criticul de film Mark Bourne scrie:
„Cu puțin timp înainte ca acest set de DVD-uri să apară pe străzi, un raport pre-lansare al editorialistei de divertisment Marilyn Beck afirma că „materialul ofensator cu caracter rasial” va fi editat din această ediție a Duck Soup . Mai exact, materialul „care a fost deplorat și dezbătut în numărul de producție «Mergem la război». Beck nu a spus care a fost exact editarea sau cine face toate aceste deplângeri și dezbateri, deși probabil se referea la secțiunea „Toți cei de la Dumnezeu au arme”. Posibilitatea unei noi editări contextuale obtuze este deja destul de rea. Ceea ce a făcut ca rubrica ei să fie și mai iritată a fost tonul satisfăcut din afirmația sa că o astfel de „editare bine făcută face din film o pură bucurie nebună, fără o pată urâtă care să strice distracția”. Este o plăcere să raportez că Marilyn Beck este plină de astfel de editări. Nu există astfel de editări în această ediție. Un alt moment potențial sensibil din film - replica lui Groucho, „și de aceea s-au născut negrii”, o referință demodată la o melodie populară din anii '30 - este, de asemenea, încă intactă”